# Five Year Mission
Five Year Mission är ett musikalbum från 1993 av det svenska synthpopbandet S.P.O.C.K. Det var deras debutalbum.

## Låtlista
1. Neutral Zone
2. Never Trust a Klingon
3. Mr Spock's Brain
4. Charlie X
5. E-lectric
6. Black Hole
7. Space Race
8. Time-Machine
9. Edge of Forever
10. Last Man On Earth